# Mary-sur-Marne
Mary-sur-Marne település Franciaországban, Seine-et-Marne megyében. Lakosainak száma 1135 fő (2022. január 1.). Mary-sur-Marne Ocquerre, Tancrou, Congis-sur-Thérouanne, Isles-les-Meldeuses és Lizy-sur-Ourcq községekkel határos.

## Népesség
A település népességének változása:
| Lakosok száma | 1211 | 1186 | 1185 | 1159 | 1132 | 1114 | 1095 | 1114 | 1135 |
|               | 2013 | 2015 | 2016 | 2017 | 2018 | 2019 | 2020 | 2021 | 2022 |